# جان كارلوس رودريغيز
جان كارلوس رودريغيز هو لاعب كرة قدم كوبي، ولد في 27 مايو 1999. لعب مع FC Pinar del Río ‏.

## وصلات خارجية
- جان كارلوس رودريغيز على موقع قاعدة بيانات كرة القدم.إي يو (الإنجليزية)
- جان كارلوس رودريغيز على موقع ناشيونال فوتبول تيمز (الإنجليزية)
- جان كارلوس رودريغيز على موقع Soccerway.com (الإنجليزية)